# Ван Ватерсот ван дер Грахт, Виллем
Виллем Антон Йозеф Мария ван Ватерсот ван дер Грахт (нидерл. Willem Anton Joseph Maria van Waterschoot van der Gracht, 1873—1943) — нидерландский дворянин, горный инженер и геолог.

## Биография
Принадлежал к патрицианскому семейству Ватерсот ван дер Грахт, сын адвоката и сенатора Вальтера Ватерсот ван дер Грахта. В 1899 году окончил юридический факультет Амстердамского университета, далее обучался горному делу в Великобритании и Германии. В 1901 году женился на австрийской баронессе Й. фон Хаммер. В 1903 году назначен секретарём Горного совета, каковую должность занимал до 1917 года. С 1905 года работал в Королевской минералогической службе, и в 1906 году обнаружил залежи каменного угля в Де Пиил (на границе Брабанта и Лимбурга). Обработав данные по угольным залежам в соседних регионах, он выдвинул теорию формирования угольного пласта и значительно уточнил научные представления о недрах Нидерландов. Эти данные были обобщены в его магистерской диссертации 1909 года.
В 1909—1913 годах Виллем ван дер Грахт совершил кругосветное путешествие, работая на шахтах Румынии, Испании, Южной и Восточной Африки, совершил путешествие в Патагонию и Огненную Землю. Из Южной Америки он добрался до Австралии на яхте «Аврора», принадлежавшей тогда Австралийской антарктической экспедиции, и даже числился в её штате. С 1910 года он сотрудничал с несколькими нефтяными компаниями, в 1913—1914 годах работал на геологоразведке в Индонезии, бывшей тогда голландской колонией. С марта 1915 года работал в компании Royal Dutch Shell на разведке недр центральных штатов США. С 1918 года — на постоянной работе в компании Royal Dutch Shell, и до 1928 года находился в Соединённых Штатах. В 1928—1931 годах жил в Австрии в имении своей жены, приводя в порядок научные материалы и систематизируя их для последующих теоретических изысканий. В 1932 году назначен в Нидерландах главным инженером шахт, а затем Генеральным инспектором и главой государственного надзора.
Как учёный, он интересовался геологией палеозойской эры, проводя сравнительные исследования палеозойских отложений Европы и Северной Америки. Связывал образование нефтегазовых месторождений Европы с палеозоем. С 1936 года — член Нидерландской королевской Академии наук.
Ушёл на пенсию после начала Второй мировой войны, во время немецкой оккупации Нидерландов занимался подготовкой студентов-геологов и геофизическими измерениями недр Южной Голландии. В его честь названа улица в Херлене.